# 1896년 영화
다음은 1896년 영화에 관한 정보이다. 1896년 영화계의 사건과 영화 목록, 영화인에 대해 다룬다.

## 사건

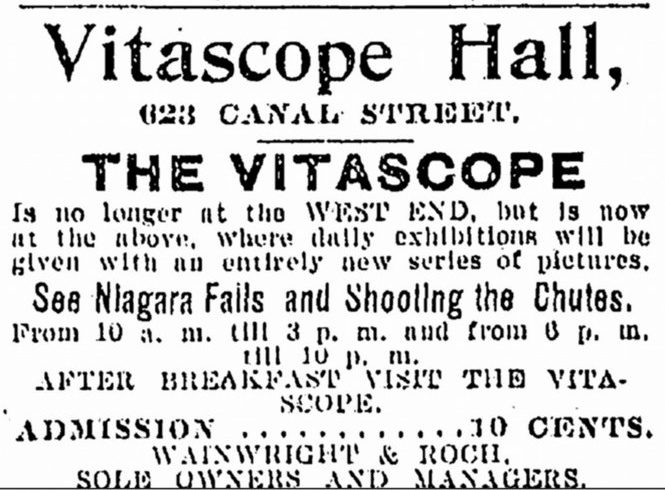
미국 뉴올리언스에 들어선 영화관인 '비타스코프 홀'을 홍보하는 광고.

프랑스의 마술사였던 조르주 멜리에스가 활동사진이라는 신기술을 접하고 여러 가지 실험에 들어갔다. 첫작으로 《악마의 성》, 《악몽》, 《끔찍한 밤》 같은 영화를 제작하였으며, 이 과정에서 스톱 모션을 비롯한 초창기 특수효과 기법이 발명되었다.
미국에서는 윌리엄 셀릭이 시카고에 영화사 셀릭 폴리스코프 컴퍼니를 설립하였고, 프랑스의 드메니와 고몽은 60mm 필름으로 여러 작업을 진행했는데 이를 '크로노포토그래프'라 부른다. 그밖에 캐시미르 사이반과 E. 달핀이 38mm 필름을 개발하였다.
- 1월 - 미국의 찰스 프랜시스 젠킨스와 토머스 아마트가 비타스코프라는 영사기를 설계하고, 토머스 에디슨과 협업하여 제작에 들어갔다.
- 1월 14일 - 영국의 버트 에이커스가 런던 퀸스홀의 왕립사진학회를 대상으로 자체 개발한 영사기인 '키네옵티콘'의 시연회를 열었다. 이는 영국에서 영화가 대중에게 상영된 최초의 사례로 알려져 있다.[2]
- 2월 20일 - 영국 런던에서 로버트 W. 폴이 앨함브라 극장에서 '시어트로그래프' (Theatrograph)라는 자체 개발한 영사기를 시연하였다. 같은날 뤼미에르 형제가 레스터스퀘어 엠파이어 극장에서 영국 내 첫 상영회를 열었다.[3]
- 4월 - 에디슨과 아마트가 생산한 비타스코프가 미국 뉴욕시의 공개 상영회에서 활동사진을 영사하는 데 사용되었다.
- 5월 14일 - 러시아 제국의 황제 니콜라스 2세가 즉위했다. 이는 영화로 기록된 최초의 대관식이기도 하다.
- 7월 11일 - 베네수엘라 마라카이보의 바랄 극장에서 루이스 마누엘 멘데스와 마누엘 트루히요 두란이 최초로 영화를 상영하였다.[4]
- 7월 26일 - 미국 뉴올리언스에 '비타스코프 홀'이 처음으로 문을 열었다. 이는 한곳에 자리잡아 영화 상영을 전담하는 최초의 사업이기도 했다.[5]
- 9월 28일 - 프랑스에서 파테 프레레 영화사가 창립되었다.
- 10월 19일 - 미국 뉴욕주 버팔로에서 최초의 영화상영 전용관인 에디소니아 홀이 문을 열었다.[6]

## 영화
- 알렉상드르 프로미오의 단편
  - 런던 동물원의 사자
  - 런던 동물원의 펠리컨
- 알리스 기블라셰의 단편
  - 양배추 요정

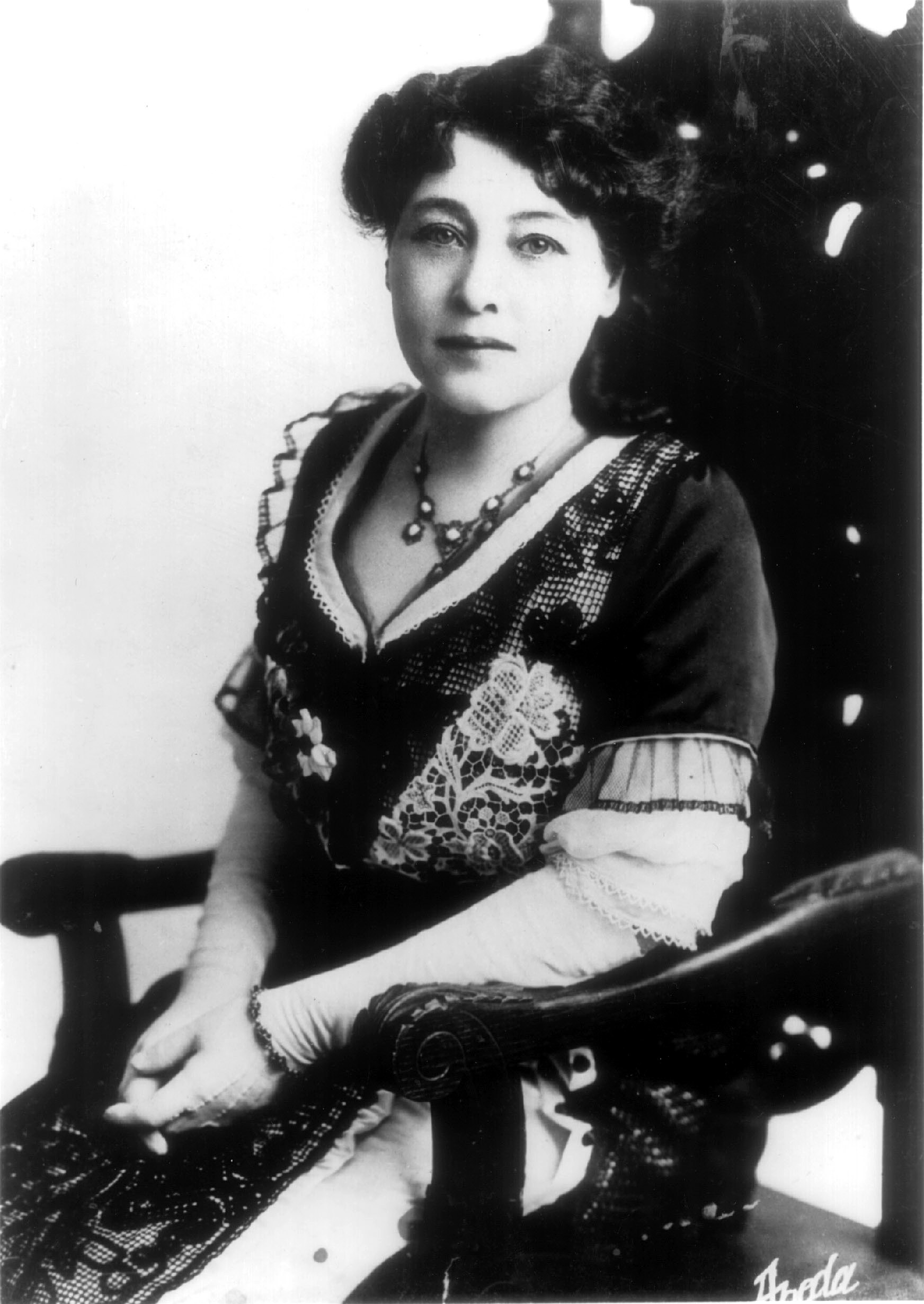
이 해에 데뷔한 영화감독 알리스 기블라셰

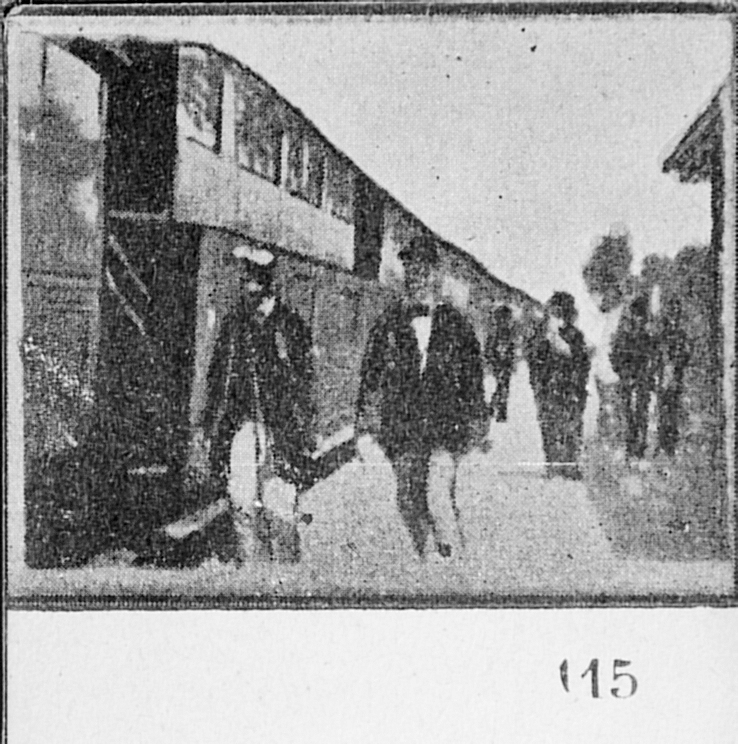
《뱅센 역에 도착하는 열차》의 스틸컷으로 추정되는 사

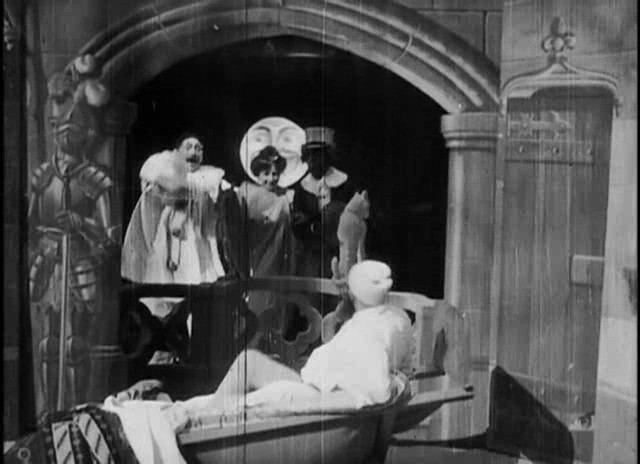
《악몽》

  - 타바린 모자 (Le chapeau de Tabarin)
  - 클럽맨 (Le clubmen)
  - 문지기들 (Les concierges)
  - 파괴자들 (Les démolisseurs)
  - 이발소에서 (Chez le barbier)
- 버트 에이커스의 단편
  - 복싱 캥거루
  - 권투 경기 또는 글로브 시합
  - 춤추는 소녀들
  - 썰물 때의 상륙
  - 도버의 거친 바다
  - 출항하는 야머스 낚싯배
- 가브리엘 베이레의 단편
  - 시골 화물차 (Carga de rurales)
  - 차풀테펙 숲의 권총 결투 (Un duelo a pistola en el bosque de Chapultepec)
- 조르주 멜리에스의 단편
  - 뱅센 역에 도착하는 열차 (소실된 것으로 추정)
  - 라이트닝 스케치 (소실)
  - 악몽
  - 서팬틴 댄스 (소실)
  - 끔찍한 밤
  - 50초만에 모자 열 개를 만든 마법사 (소실)
  - 마술 (2014년 발견)
  - 베르 양
  - 귀신의 성[7]
  - 넝마주이
  - 강변에서의 구조
  - 사라지는 여인
  - 카드놀이
  - 벽보 사절
  - 꽃에 물 주기 (사실상 소실)
- 루이 뤼미에르의 단편
  - 라시오타 역에 도착하는 열차
  - 눈싸움
  - 카르모, 석탄 꺼내기
  - 벽 부수기
  - 제네바의 아랍인 행렬 (Arab Cortege, Geneva)
  - 유치한 다툼 (Childish Quarrel)
  - 조개 캐는 아이들 (Children Digging For Clams)
  - 손 강을 건너는 용기병들 (Dragoons Crossing The Saone)
  - 보일러 싣기 (Loading A Boiler)
  - 뉴욕: 유니언 스퀘어의 브로드웨이 (New York: Broadway At Union Square)
  - 뉴욕: 브루클린교 (New York: Brooklyn Bridge)
  - 양계장 (Poultry-Yard)
  - 리옹의 소방관 (Pompiers a Lyon)
  - 파리 동물원을 거니는 타조들 (Promenade Of Ostriches, Paris Botanical Gardens)
  - 서팬틴 댄스 (Serpentine dance)
- M.H. 라데의 단편 (모두 소실)
  - 소란스런 낚시꾼 (Gestoorde hengelaar)
  - 노는 아이들 (Spelende kinderen)
  - 암스테르담의 어린이용 수영장 (Zwemplaats voor Jongelingen te Amsterdam)

## 영화인

### 탄생
- 1월 20일
  - 미국의 희극배우 조지 번스 (~1996년)
  - 미국의 배우 롤프 세던 (~1982년)
- 4월 8일 - 덴마크의 배우 에이나 율 (~1982년)
- 4월 26일 - 에스토니아의 배우 루트 타르모 (~1967년)
- 5월 16일 - 독일의 배우 길다 랑거 (~1920년)
- 6월 28일 - 미국의 배우, 가수, 무용가 컨스탠스 비니 (~1989년)
- 7월 16일 - 미국의 배우 및 가수 이블린 프리어 (~1932년)
- 7월 25일 - 미국의 배우 잭 페린 (~1967년)
- 8월 14일 - 에스토니아의 감독 테오도르 루트 (~1980년)
- 8월 18일 - 캐나다 출신 미국 배우 잭 픽포드 (~1933년)
- 8월 30일 - 캐나다 출신 미국 배우 레이먼드 매시 (~1983년)
- 10월 1일 - 미국의 배우 아브라함 소페어 (~1988년)
- 10월 6일 - 미국의 감독 데이비드 하워드 (~1941년)
- 10월 23일 - 미국의 배우 릴리언 태시맨 (~1934년)
- 10월 30일 - 미국의 배우 레이 체리맨 (~1928년)
- 12월 10일 - 스웨덴의 배우 토르스텐 베리스트룀 (~1948년)

### 데뷔
- 알리스 기
- 메이 어윈
- 키시 피츠제럴드
- 로버트 B. 맨텔